# Riu Tacuarembó
El riu Tacuarembó (en castellà, río Tacuarembó) és un riu de l'Uruguai ubicat majoritàriament al departament de Tacuarembó. És el principal afluent del Río Negro. Neix al departament de Rivera, més específicament a la localitat de Tranqueras. Una part del seu curs fluvial serveix de límit natural entre els departaments de Rivera i Tacuarembó. També marca la frontera entre Tacuarembó i el departament de Durazno, al sud.
La seva conca hidrogràfica té una superfície aproximada de 14.000 km².